# Pleomeliola fenestrata
Pleomeliola fenestrata är en svampart som först beskrevs av Cooke & Ellis, och fick sitt nu gällande namn av Pier Andrea Saccardo 1899. Pleomeliola fenestrata ingår i släktet Pleomeliola och familjen Meliolaceae.   Inga underarter finns listade i Catalogue of Life.